# Antoni Stoitschkow
Antoni Stoitschkow (bulgarisch Антони Стоичков; * 25. Juli 1991 in Sofia) ist ein ehemaliger bulgarischer Naturbahnrodler. Er startete in der Saison 2009/2010 im Weltcup und nahm an der Europameisterschaft 2010 teil.

## Karriere
Antoni Stoitschkow bestritt sein erstes Weltcuprennen am 10. Januar 2010 in Umhausen, wo er den 35. Platz von 43 Startern erzielte. Anschließend nahm er an der Europameisterschaft 2010 in St. Sebastian teil, wo er mit einem Rückstand von rund 46 Sekunden den 31. Platz unter 39 Teilnehmern belegte. Zwei Wochen später nahm er auch an der Juniorenweltmeisterschaft in Deutschnofen teil und fuhr im Einsitzer auf Platz 23. Hier startete er gemeinsam mit Georgi Antschow auch im Doppelsitzer und erzielte den achten und vorletzten Platz. In den weiteren Weltcuprennen der Saison 2009/2010 landete er auf den Plätzen 31, 33 und 26 und erreichte damit den 37. Platz im Gesamtweltcup. Nach der Saison 2009/2010 nahm Stoitschkow an keinen weiteren internationalen Wettkämpfen teil.

## Erfolge

### Europameisterschaften
- St. Sebastian 2010: 31. Einsitzer

### Juniorenweltmeisterschaften
- Deutschnofen 2010: 23. Einsitzer, 8. Doppelsitzer (mit Georgi Antschow)

### Weltcup
- Eine Platzierung unter den besten 30